# Caledanapis
Caledanapis – rodzaj pająków z rodziny Anapidae. Obejmuje sześć opisanych gatunków. Zamieszkują Nową Kaledonię.

## Morfologia i zasięg
Pająki te przekraczają 1,3 mm długości ciała, będąc największymi przedstawicielami Anapidae na Nowej Kaledonii, nie przekraczają jednak 2 mm. Karapaks ma mocno wyniesioną część głowową i zaopatrzony jest w sześcioro oczu – zanikowi uległa para przednio-środkowa. Szczękoczułki mają ząbek o złożonej budowie. Samce zwykle mają silnie skrócone sternum i wydłużony tylny wyrostek prosomy wokół łącznika (pedicelu). Odnóża zakończone są trzema ząbkowanymi pazurkami. Opistosoma (odwłok) jest u samców w widoku bocznym trójkątna, u samic zaś bardziej wyokrąglona. Wyposażona jest w sześć kądziołków przędnych i dobrze rozwinięty stożeczek. Nogogłaszczki samca odznaczają się kątowo zagiętymi rzepkami. Genitalia samicy wyróżniają się na tle rodziny zesklerotyzowanym, palcowatym, skierowanym ku tyłowi środkowym zbiornikiem nasiennym.
Wszystkie gatunki są endemitami Nowej Kaledonii.

## Taksonomia
Takson ten wprowadzony został w 1989 roku przez Normana I. Platnicka i Raymonda Roberta Forstera na łamach „Bulletin of the American Museum of Natural History”. Nazwa rodzajowa to połączenie słów „Caledonia” i Anapis. Gatunkiem typowym autorzy wyznaczyli opisanego w tej samej publikacji C. peckorum.
Do rodzaju tego zalicza się sześć opisanych gatunków:
- Caledanapis dzumac Platnick et Forster, 1989
- Caledanapis insolita (Berland, 1924)
- Caledanapis peckorum Platnick et Forster, 1989
- Caledanapis pilupilu (Brignoli, 1981)
- Caledanapis sera Platnick et Forster, 1989
- Caledanapis tillierorum Platnick et Forster, 1989